# Paropsia vareciformis
Paropsia vareciformis är en passionsblomsväxtart som först beskrevs av William Griffiths, och fick sitt nu gällande namn av Maxwell Tylden Masters. Paropsia vareciformis ingår i släktet Paropsia och familjen passionsblomsväxter. Inga underarter finns listade i Catalogue of Life.